# Chabuata major
Chabuata major là một loài bướm đêm trong họ Noctuidae.